# Сокультурная коммуникационная теория
Сокультурная коммуникационная теория или сокультурная теория коммуникаций берёт своё начало в позиционной теории и теории безгласных групп. Её краеугольный камень — теория безгласных групп, предложенная в середине 1970х годов Ширли и Эдвином Арденером. Культурные антропологи Арднеры заметили, что большинство их коллег, занимающихся полевыми этнографическими исследованиями, в исследуемых ими культурах общались исключительно с лидерами, которые в основном были крупными взрослыми мужчинами. Полученные ими данные впоследствии использовались для представления культуры в целом, а точки зрения детей, женщин и других групп в социальной иерархии оставалась невысказанными (Ш. Арденер, 1975). Арднеры утверждают, что группы, находящиеся на вершине социальной иерархии, по большей части определяют доминирующую в обществе систему коммуникации (Э. Арднер, 1978). Теория безгласных групп, выдвинутая Арднером в 1975 году, постулирует, что члены доминантной группы создают «систему коммуникации, поддерживающую их представления о мире, и концептуализируют её как надлежащий язык для всего общества».
Представители коммуникативной школы Стенбек и Пирс (1981) называют эти недоминантные группы «подчинёнными социальными группами». Они отмечают 4 способа коммуникации недоминантных групп с доминантными. Кроме того, они утверждают, что «с точки зрения доминирующей группы, различные формы поведения в каждой форме коммуникации приемлемы. Тем не менее, смысл этих форм поведения среди членов низших групп отличается, что делает различными формы общения и последствия для отношений между группами».
В своих исследованиях коммуникации Стенбек и Пирс, как и Крамаре, использовали теорию безгласных групп в объяснении шаблонов коммуникации и социальной репрезентации недоминантных культурных групп. Крамаре (1981) считала, что «переживания, уникальные для членов подчинённой группы, часто не могут быть эффективно выражены в господствующей системе коммуникации». Она предположила, что люди в этих группах создают альтернативные формы коммуникации, чтобы рассказать о своём опыте. Хотя Крамаре использовала теорию безгласных групп в применении к коммуникационным стратегиям женщин, она предположила, что она с таким же успехом описывает отношения многих доминантных и недоминантных групп (Орбе, 1996).
Крамаре (1981)представила три формулировки теории безгласных групп применимо к коммуникации между мужчинами и женщинами и пришла к выводу, что мнение женщин традиционно вытеснялось коммуникационной системой, в которой доминировали мужчины. Кроме того, Крамаре предложила семь гипотез, вытекающих из теории безгласных групп. Позиционная теория в основном использовалась как феминистская теоретическая основа исследований женского опыта собственной субординации и противостоянии ей, однако (Смит, 1987) предложил применять эту теорию в контексте других групп. Основной принцип позиционной теории заключается в том, что она «стремится сделать опыт подчинённых групп значимым в процессе исследования». Иными словами, члены вытесненных групп становятся исследователями.

## Теория
Теория сокультурной коммуникации была представлена в 1996 году Марком Орбе, профессором Школы коммуникации в Университете Западного Мичигана, который обнаружил, что ранее использованные названия рассматриваемых групп имеют негативные коннотации. Он цитирует предыдущие исследования стилей коммуникаций различных межкультурных групп, в описании которых для них применялся целый ряд терминов. Орбе первым обозначил эту работу как «сокультурная теория коммуникации». Орбе утверждает: «раньше исследователи использовали для описания сокультурной коммуникации самые различные термины: „внутрикультурная“ (Ситарам и Когделл,1976); „подчинённая“, „низшая“, „меньшинство“ (Стенбен и Пирс, 1981); „субкультурная“ (Пирсон и Нельсон, 1991); (Фолб, 1994); а также „безгласные группы“ (Крамаре, 1981).»
Орбе совместил теорию безгласных групп с позиционной теорией и получил пять фундаментальных концептов сокультурной теории. Орбе отмечает: «цель сокультурной теории — найти общее среди членов сокультурных групп, существующих в доминантном обществе и обосновать многообразие опыта внутри группы и между группами».

## Прикладное значение
С момента представления межкультурной теории в своей работе «Закладывая основы сокультурной коммуникационной теории: индуктивный подход к изучению „недоминантных“ стратегий коммуникации и факторов, влияющих на них» (1996), Орбе опубликовал две работы с описанием теории и её применением, а также несколько исследований шаблонов и стратегий коммуникации различных межкультурных групп.
В своём «Сокультурном подходе к межгрупповым отношениям» (1997), Орбе даёт обзор межкультурной теории и объясняет, каким образом члены межкультурных групп осуществляют стратегический выбор стиля коммуникации.
Орбе (1998a) «Выстраивая сокультурную теорию: объяснение культуры, власти и коммуникации» предлагает теоретическую основу сокультурной теории, приводит историю её развития, классификацию межкультурного коммуникативного процесса, а также говорит об ограничениях и перспективных направлениях этой теории. Орбе (1998b) «С позиции(й) традиционно „безгласных“ групп: объяснение теоретической модели межкультурной коммуникации» обозначает 9 видов межкультурной ориентации на пересечении трёх подходов к коммуникации: ненастойчивому, настойчивому и агрессивному, с 3 предпочтительными результатами: разделением, размещением и ассимиляцией.
В 2000 году Орбе и К. М. Грир представили работу «Признавая многообразие жизненного опыта: польза сокультурной теории в исследовании коммуникации и ограниченных возможностей» на ежегодном съезде Ассоциации коммуникации центральных штатов США в Детройте. В 2001 году Хойман представил доклад «Многорасовая/этническая самобытность: межкультурный подход» на ежегодном съезде Ассоциации коммуникации центральных штатов США в Цинциннати. На этом же съезде Диксон представил свой доклад «Вопросы номенклатуры в будущих исследованиях межкультурной коммуникации: вклад межкультурной теории Марка Орбе».
На основе межкультурной теории Орбе (2004) исследовал процессы, посредством которых можно облегчить преодоление культурных границ общественным диалогом. Орбе и Спеллерс (2005) в этой главе размышляли об истоках межкультурной теории с точки зрения своих разных направлений исследований и указали на последствия для будущей работы.
Орбе и Лапински (2007) опубликовали разработанную ими методику измерения двух компонентов сокультурной теории, предпочитаемого исхода и коммуникационного подхода, в форме самоотчёта, и представили доказательства обоснованности конструкта и надёжности шкал межкультурной теории, полученные в ходе двух исследований.
Рамирес-Санчес (2008) изучает возможность применения сокультурной теории к межкультурным группам, маргинализованным в более широком межкультурном контексте и предлагает «сложный культурный контекст, в применении к которому сокультурная теория поможет поставить вопросы, с помощью которых можно обогатить аналитическую сферу применения межкультурной теории и её возможности».
В 2010 году Камара и Орбе опубликовали статью «Анализируя стратегические ответы на акты дискриминации: межкультурное коммуникационное исследование» в Журнале международной и межкультурной коммуникации. Авторы воспользовались моделью межкультурной теории Орбе (1998), включающую в себя 9 коммуникативных ориентаций и 26 коммуникативных практик, чтобы определить, как члены сокультурных групп отвечают на акты дискриминации. Для кодирования историй, рассказанных участниками, авторы использовали качественный контент-анализ. Эта работа также определила направления будущих исследований.
В 2012 году Джунгми Джун, доцент кафедры коммуникации в Университете Уэйна, опубликовала свою статью «Почему американцы с азиатскими корнями молчат? Стратегии переговоров американцев азиатского происхождения о коммуникативной дискриминации» в Журнале международной и межкультурной коммуникации. Автор воспользовался межкультурной теорией Орбе для исследования двух вопросов: какие типы позиций расовой дискриминации направлены против американцев азиатского происхождения и какими коммуникативными подходами американцы азиатского происхождения пользуются для ответа на них. В исследовании методом контент-анализа кодируются 176 историй, полученных в ходе онлайн-опроса. Автор выявила, что для ответа на коммуникацию с позиции расовой дискриминации американцы азиатского происхождения пользуются ненастойчивым подходом, причиной чему являются такие внутренние и внешние факторы, как эмоциональное потрясение и унижение, недостаточные знания для правильного ответа, давление со стороны сверстников и стратегический замысел.